# یانگ شیلان
یانگ شیلان (انگلیسی: Yang Xilan؛ زادهٔ ۱۶ مارس ۱۹۶۱) بازیکن والیبال اهل چین است.
وی در مسابقات کشوری و بین‌المللی در مجموع برندهٔ ۴ مدال طلا، ۱ مدال برنز شده‌است.